# Electronauta
Electronauta es el primer álbum de estudio de la banda argentina Juana La Loca, lanzado a fines de 1993 y producido por Daniel Melero. Con el lanzamiento del álbum, la banda comenzó una larga serie de presentaciones como la Gira Caníbal junto a Los Brujos, que los llevó por doce ciudades del interior del país.
Los sencillos «Autoejecución» y «Lo más tierno hoy» cuentan con videoclip oficial.

## Listado de canciones
Todas las letras escritas por Rodrigo Martín.
| Electronauta |                                       |                                                         |          |  |
| N.º          | Título                                | Música                                                  | Duración |  |
| 1.           | «A la puerta del sol»                 | Rodrigo Martín · Roberto Pasquale                       | 3:26     |  |
| 2.           | «Mercurio»                            | Rodrigo Martín · Gastón Capurro                         | 3:24     |  |
| 3.           | «Ella dorada»                         | Rodrigo Martín · Gastón Capurro · Roberto Pasquale      | 2:29     |  |
| 4.           | «Cupido»                              | Rodrigo Martín · Roberto Pasquale                       | 3:28     |  |
| 5.           | «Mi otoño es verde»                   | Rodrigo Martín                                          | 4:26     |  |
| 6.           | «Jalea de flor»                       | Roberto Pasquale                                        | 3:37     |  |
| 7.           | «Ella come limones»                   | Rodrigo Martín                                          | 2:42     |  |
| 8.           | «Pensando como langosta»              | Rodrigo Martín                                          | 5:00     |  |
| 9.           | «Lo más tierno hoy»                   | Rodrigo Martín                                          | 3:29     |  |
| 10.          | «Autoejecución»                       | Roberto Pasquale                                        | 3:59     |  |
| 11.          | «Periquito gomaespuma» (Instrumental) | Rodrigo Martín · Roberto Pasquale · Sebastián Mondragón | 4:07     |  |

## Músicos
Juana La Loca
- Rodrigo Martín – voz y guitarras.
- Roberto Pasquale – guitarras.
- Aitor Graña – batería.
- Gastón Capurro – bajo.
- Sebastián Mondragón – sampler, sintetizador y órgano.

Invitados
- Gabriel Guerrisi (Sider Dalegao) – wha wha en «Ella dorada».
- Martín Menzel – pandereta en «Mi otoño es verde».
- Daniel Melero – coros en «Cupido», «Ella come limones» y «Pensando como langosta».[2]

## Datos técnicos
Grabado en los estudios Aguilar y Moebio entre diciembre de 1992 y abril de 1993.
- Dirección artística: Daniel Melero.
- Producción ejecutiva: Víctor Ponieman para BMG.
- Técnico de grabación: Martín Menzel y Juan Cassarino.
- Técnico de mezcla: Martín Menzel.
- Fotografía: Marina Uzal y Miguel Mitlag.
- Producción gráfica: Richie Adler, Javier Minetti y Sebastián Mondragón.[2]